# TP d'Or 1984
Els premis TP d'Or 1984 foren entregats el 25 de febrer de 1985 en un acte a l'hotel Scala Melià Castilla de Madrid presentat per Ignacio Salas. Per primer cop s'oferiren premis a les televisions autonòmiques.
| Categoria                  | Programa                           | Persona                            | Resultat        |
| -------------------------- | ---------------------------------- | ---------------------------------- | --------------- |
| Actor                      | Ninette y un señor de Murcia       | Alfredo Landa                      | Guanyador       |
| Actor                      | Ninette y un señor de Murcia       | Juanjo Menéndez                    | 2n classificat  |
| Actor                      | Ninette y un señor de Murcia       | Ismael Merlo                       | 3r classificat  |
| Actriu                     | Teresa de Jesús                    | Concha Velasco                     | Guanyadora      |
| Actriu                     | La plaza del Diamante              | Sílvia Munt                        | 2a classificada |
| Actriu                     | Ninette y un señor de Murcia       | Victoria Vera                      | 3a classificada |
| Presentador                | Si yo fuera presidente             | Fernando García Tola               | Guanyador       |
| Presentador                | La tarde                           | Pepe Navarro                       | 2n classificat  |
| Presentador                | Estudio abierto                    | José María Íñigo                   | 3r classificat  |
| Presentadora               | Ahí te quiero ver                  | Rosa Maria Sardà                   | Guanyadora      |
| Presentadora               | Un, dos, tres... responda otra vez | Mayra Gómez Kemp                   | 2a classificada |
| Presentadora               | Informe semanal                    | Mari Carmen García Vela            | 3a classificada |
| Personatge més popular     | Barrio Sésamo                      | Espinete (Chelo Vivares)           | Guanyador       |
| Personatge més popular     | Un, dos, tres... responda otra vez | Mayra Gómez Kemp                   | 2n classificat  |
| Personatge més popular     | La tarde                           | Pepe Navarro                       | 3r classificat  |
| Sèrie Nacional             | Teresa de Jesús                    | Teresa de Jesús                    | Guanyadora      |
| Sèrie Nacional             | La plaza del Diamante              | La plaza del Diamante              | 2n classificat  |
| Sèrie Nacional             | Proceso a Mariana Pineda           | Proceso a Mariana Pineda           | 3r classificat  |
| Sèrie Estrangera           | Vientos de Guerra                  | Vientos de Guerra                  | Guanyadora      |
| Sèrie Estrangera           | Flamingo Road                      | Flamingo Road                      | 2n classificat  |
| Sèrie Estrangera           | El amo del juego                   | El amo del juego                   | 3r classificat  |
| Informatius i d'actualitat | Informe semanal                    | Informe semanal                    | Guanyadora      |
| Informatius i d'actualitat | Vivir cada día                     | Vivir cada día                     | 2n classificat  |
| Informatius i d'actualitat | Los marginados                     | Los marginados                     | 3r classificat  |
| Divulgatiu i cultural      | Más vale prevenir                  | Más vale prevenir                  | Guanyadora      |
| Divulgatiu i cultural      | Consumo                            | Consumo                            | 2n classificat  |
| Divulgatiu i cultural      | Usted, por ejemplo                 | Usted, por ejemplo                 | 3r classificat  |
| Infantil i juvenil         | La bola de cristal'                | La bola de cristal'                | Guanyadora      |
| Infantil i juvenil         | Los sabios                         | Los sabios                         | 2n classificat  |
| Infantil i juvenil         | Dabadabada                         | Dabadabada                         | 3r classificat  |
| Musical i entreteniment    | Un, dos, tres... responda otra vez | Un, dos, tres... responda otra vez | Guanyadora      |
| Musical i entreteniment    | Tocata                             | Tocata                             | 2n classificat  |
| Musical i entreteniment    | Si yo fuera presidente             | Si yo fuera presidente             | 3r classificat  |
| Anunci                     | Sanyo                              | Sanyo                              | Guanyadora      |
| Anunci                     | Renault                            | Renault                            | 2n classificat  |
| Anunci                     | Nescafé                            | Nescafé                            | 3r classificat  |
| Euskal Telebista           | Gaztetandik                        | Gaztetandik                        | Guanyador       |
| TV3                        | Àngel Casas Show                   | Àngel Casas Show                   | Guanyador       |